# Koolhoven F.K.51
Le Koolhoven F.K.51 était un biplan biplace néerlandais construit par la compagnie Koolhoven (en) et destiné à l'entraînement des pilotes en 1930.

## Conception et développement
Le Koolhoven F.K.51 était le projet gagnant lors d'un concours organisé en 1935 par le gouvernement néerlandais pour un nouvel avion d'entraînement. Conçu par Frederick Koolhoven, le prototype biplan d'entraînement vola la première fois le 25 mai 1935. L'avion était un biplan à « espace-égale » conçu pour utiliser une variété de moteurs entre le 250 ch (186 kW) et le 500 ch (373 kW). Il avait deux sièges et un train d'atterrissage classique. La Luchtvaartafdeling ou Force aérienne royale néerlandaise (LVA) commanda 25 avions en 1936 et en 1937, propulsé par un moteur en étoile de 270 ch (201 kW) Armstrong Siddeley Cheetah V. 29 autres appareils furent ensuite achetés avec un moteur de 350 ch (261 kW) Armstrong Siddeley Cheetah IX. L'Aviation navale néerlandaise (MLD) commanda 29 avions ayant un moteur en étoile Pratt & Whitney de 450 ch (335 kW). L'Aviation militaire de l'armée royale des Indes néerlandaises (ML-KNIL) acheta 38 avions entre 1936 et 1938 chacun avec un moteur de 420 ch (313 kW) Wright Whirlwind. Le gouvernement républicain espagnol commanda 28 FK-51, 11 avec un moteur en étoile de 400 ch (298 kW) Armstrong Siddeley Jaguar IVa et 17 avions (désigné F.K.51bis) chacun propulsé par un moteur en étoile de 450 ch (335 kW) Wright Whirlwind R-975E. La production totalisa au moins 142 avions. Vingt-quatre carlingues de FK-51 furent assemblées par la compagnie Aviolanda (en).

## Histoire opérationnelle
Bien que la majorité des F.K.51 furent employés comme des avions d'entraînement élémentaire aux Pays-Bas ou dans des rôles de reconnaissance par l'Aviation militaire de l'armée royale des Indes néerlandaises aux Indes néerlandaises, vingt-huit avions furent vendus clandestinement au gouvernement républicain espagnol lors de la guerre civile espagnole, en dépit d'un embargo néerlandais sur la vente d'armes aux deux belligérants de ce conflit. Certains de ceux qui arrivèrent en Espagne furent utilisés comme bombardiers légers par les Républicains dans la région espagnole de Cantabrie. Les F.K.51 étaient en usage dans les écoles royales de pilotage néerlandaises durant les premiers mois de la Seconde Guerre mondiale, en entraînant les jeunes pilotes hollandais, mais avec l'invasion allemande de la Hollande le 10 mai 1940, les F.K.51 furent jugés désuets et la plupart n'ont jamais pris l'air étant trop lents et vulnérables. La majorité des F.K.51 ont été détruits lors d'attaques au sol par des avions de la Luftwaffe.

## Utilisateurs
Pays-Bas
- Aéronautique navale néerlandaise
- Force aérienne royale néerlandaise
- Aviation militaire de l'armée royale des Indes néerlandaises

 République espagnole

## Sources
- (en) Cet article est partiellement ou en totalité issu de l’article de Wikipédia en anglais intitulé « Koolhoven F.K.51 » (voir la liste des auteurs).